# Ardview Hotel

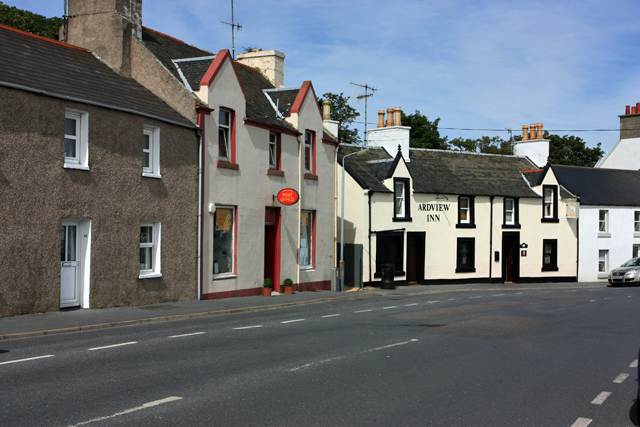
Ardview Inn; links daneben die Poststelle der Royal Mail

Das Ardview Hotel ist ein Hotel in der schottischen Stadt Port Ellen auf der Hebrideninsel Islay. Die Gebäude befinden sich an der Bucht Loch Leòdamais, um welche sich Port Ellen schmiegt. 1980 wurde das Hotel in die schottischen Denkmallisten in der Kategorie C aufgenommen.

## Beschreibung
Das Gebäude befindet sich am Frederick Crescent, einer der Hauptstraßen der Planstadt Port Ellen, die um die gesamte Bucht herumführt. Die gegenüberliegende Straßenseite ist nicht bebaut, da nach einem schmalen Grünstreifen bereits die Bucht beginnt, sodass das Hotel von Wasser aus sichtbar ist. Das Gebäude weist in südlicher Richtung auf die Landspitze Rubha a’ Chuinnlein. Diese wird auch als The Ard bezeichnet, worher sich der Name des Hauses (deutsch: Hotel Ardblick) ableitet.
Das Gebäude besteht aus zwei, in geschlossener Bauweise errichteten Einzelhäusern, welche heute optisch nicht mehr zu trennen sind. Allenfalls das Vorhandensein zweier Kamine deutet darauf hin. Bei dem östlich gelegenen, kleineren Haus handelt es sich um das ältere der beiden. Die Fassade des Ardview Hotels ist in der landestypischen Harling-Technik verputzt. Auf dem Erdgeschoss sitzt ein Obergeschoss mit zwei Zwerchgiebeln auf, dass mit einem schiefergedeckten Satteldach abschließt. Im Schankraum ist das freiliegende Deckengebälk zu sehen.